# R Coronae Borealis
Ne doit pas être confondu avec RR Coronae Borealis ou Rho Coronae Borealis.
Désignations
R Coronae Borealis est une étoile supergéante jaune de faible masse de la constellation de la Couronne boréale. Elle est le prototype du type rare d'étoiles variables connues comme les variables R CrB, dont la luminosité chute de plusieurs magnitudes à intervalles irréguliers. R Coronae Borealis elle-même brille normalement avec une magnitude d'environ 6, ce qui la rend tout juste visible à l'œil nu, mais à des intervalles allant de quelques mois à plusieurs années, elle s'affaiblit jusqu'à atteindre parfois la 15e magnitude. Lors des mois suivants, elle revient graduellement à sa luminosité normale, lui donnant le surnom « nova réversible ».

## Nomenclature
R Coronae Borealis est une étoile qui peut être faiblement visible à l'œil nu, mais elle ne possède aucun nom traditionnel. Bayer ne lui attribua pas de désignation en lettre grecque bien qu'il l'indiqua sur sa carte. Flamsteed numérota toutes les étoiles de Bayer mais ne rajouta aucune désignation supplémentaire pour les étoiles plus faibles, et donc R Coronae Borealis n'apparaît dans aucun de ces deux catalogues.
Lors de sa découverte, elle fut décrite simplement comme « la variable de la Couronne boréale ». Elle fut ensuite appelée Variabilis Coronae, « (étoile) Variable de la Couronne (boréale) ». Elle a également été appelée « nova réversible » du fait de sa faculté de devenir invisible.
La désignation d'étoile variable R Coronae Borealis fut introduite, comme « Coronae R », par Friedrich Wilhelm Argelander en 1850.

## Variabilité

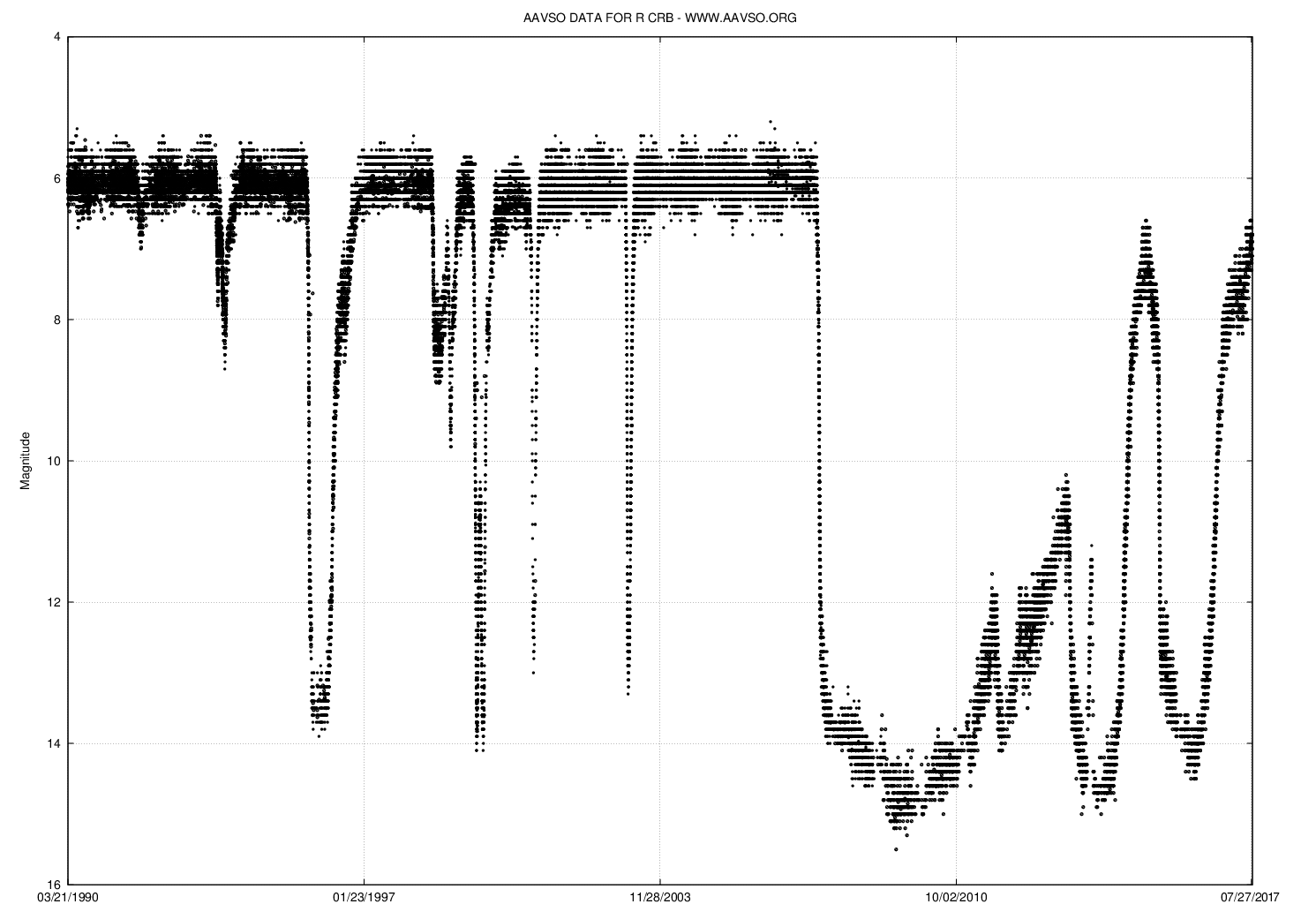
Courbe de lumière de R Coronae Borealis entre 1990 et 2017, montrant le minimum profond sans précédent.

La variabilité de R Coronae Borealis fut découverte par l'astronome anglais Edward Pigott en 1795. En 1935, ce fut la première étoile pour laquelle on montra qu'elle avait une composition chimique différente de celle du Soleil par analyse spectrale.
R Coronae Borealis est le prototype des étoiles variables de type R Coronae Borealis. Elle est l'une des deux seules variables de type R Coronae Borealis assez lumineuses pour être visibles à l’œil nu, avec RY Sagittarii. La plupart du temps, elle montre des variations de l'ordre d'un dixième de magnitude sur des périodes mal définies de 40 et de 51 jours. Elles correspondent au premier harmonique et au fondamental des modes de pulsation radiale d'une étoile à hélium extrême légèrement en dessous de 1 M☉.
À des intervalles irréguliers allant de quelques années à des décennies, R Coronae Borealis perd sa luminosité normale voisine de la 6ème magnitude sur une période allant de quelques mois à parfois quelques années. Il n'y a pas de minimum fixe, mais l'étoile peut devenir plus faible que la 15ème magnitude dans le domaine visible. L'affaiblissement est moins prononcé aux longueurs d'onde plus élevées. Typiquement l'étoile commence à revenir à sa brillance maximale presque immédiatement après son minimum, bien qu'occasionnellement ce retour puisse être interrompu par un autre affaiblissement. La cause de ce comportement est attribuée à une accumulation régulière de poussière de carbone dans l'atmosphère de l'étoile. La soudaine chute de luminosité pourrait être causée par une condensation rapide d'une poussière riche en carbone similaire à de la suie, conduisant au blocage d'une grande proportion de la lumière de l'étoile. Le retour graduel de la luminosité normale résulte de la dispersion de la poussière par la pression de radiation.
En août 2007, R Coronae Borealis commença à s'affaiblir jusqu'à un minimum sans précédent. Elle tomba à la 14ème magnitude en 33 jours, puis continua à décroître lentement, chutant en dessous de la 15ème magnitude en juin 2009. Elle commença ensuite une remontée également lente, n'atteignant pas la 12ème magnitude avant fin 2011. Ce fut un minimum inhabituellement profond et exceptionnellement long, plus long même que le minimum profond de cinq ans de 1962-7. Cependant, R Coronae Borealis s'affaiblit de nouveau presque jusqu'à la 15ème magnitude et en août 2014 elle était en dessous de la 10ème magnitude depuis 7 ans. Fin 2014, R Coronae Borealis brilla rapidement jusqu'à la 7ème magnitude mais commença ensuite à s'affaiblir de nouveau. Mi 2017, elle était restée en dessous de sa luminosité "normale" depuis 10 ans. Elle atteint aussi un nouveau record de faiblesse avec une magnitude de 15,2.

## Spectre
R Coronae Borealis à son maximum de luminosité montre clairement le spectre d'une supergéante jaune de type F tardif ou G précoce, mais avec des particularités marquées. Les raies de l'hydrogène sont faibles ou absentes, tandis que les raies du carbone et les bandes moléculaires du cyanogène (CN) et de C2 sont exceptionnellement fortes. Les raies de l'hélium et de métaux comme le calcium sont aussi présentes comme attendu.
Le spectre est variable, plus particulièrement lors des périodes de faible luminosité. Le spectre d'absorption normal est remplacé par des raies en émission, en particulier HeI, CaII, NaI, et d'autres métaux. Les raies sont typiquement très étroites dans ce stade. Les raies d'émission de l'hélium montrent parfois des profils P Cygni. Lors des minima profonds, beaucoup des raies métalliques disparaissent bien que le doublet Ca reste fort. Les raies interdites "nébulaires" de [OI], [OII], et [NII] peuvent être parfois détectées.
Au maximum, le spectre indique que l'hydrogène dans R Coronae Borealis est fortement réduit, l'hélium est l'élément dominant et le carbone est fortement enrichi. Au minimum, le spectre montre le développement de nuages de carbone qui obscurcissent la photosphère, laissant parfois les raies chromosphériques visibles.

## Propriétés

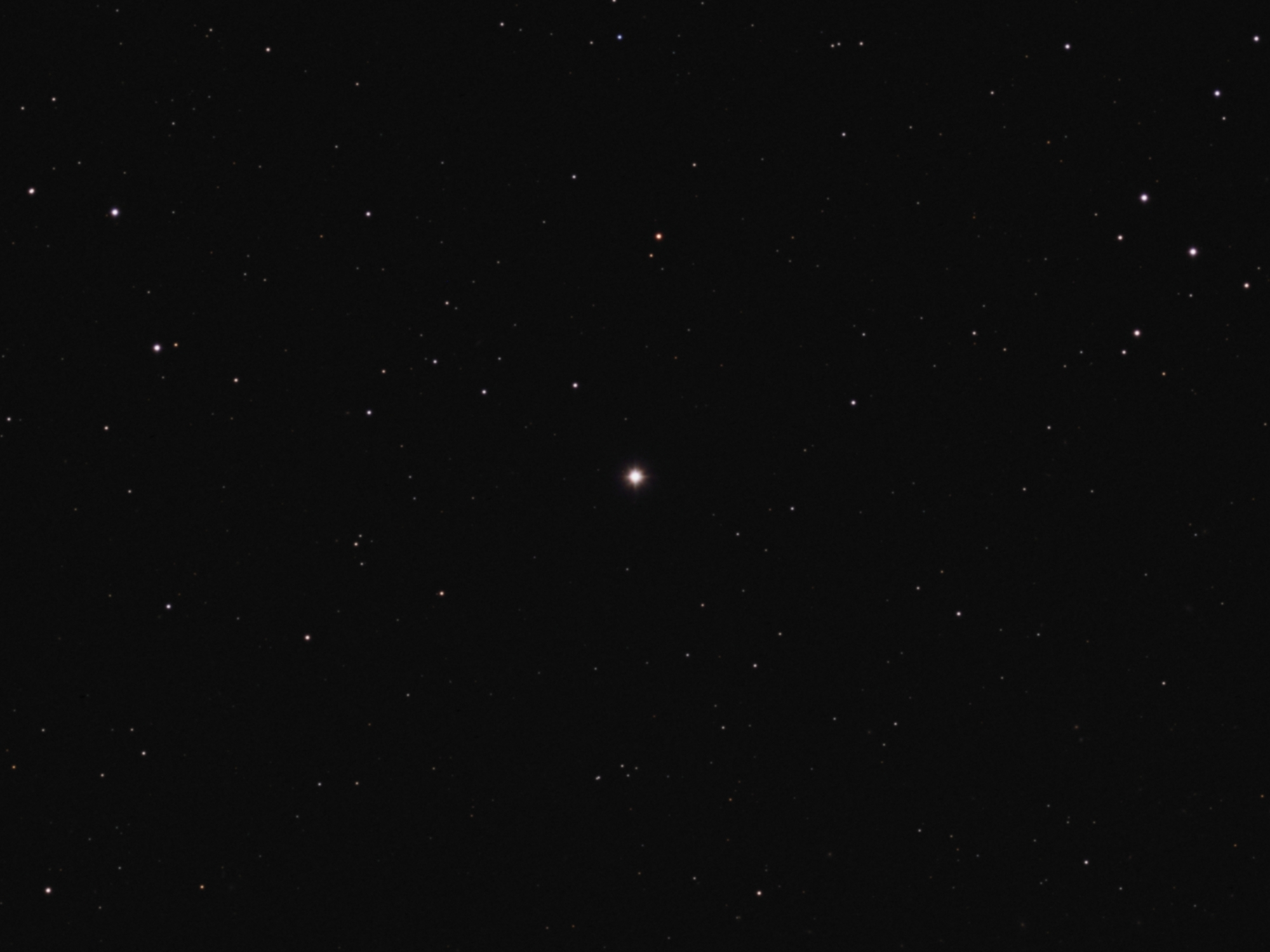
R Coronae Borealis en lumière visible.

R Coronae Borealis possède environ 90 % d'hélium et moins de 1 % hydrogène. Le reste est majoritairement du carbone. Cela la définit comme une étoile à hélium extrême enrichie en carbone.
La modélisation des pulsations suggère que la masse de R Coronae Borealis vaut 0.8-0.9 M☉. La température au maximum est raisonnablement bien connue à 6900 K et décroît lors des affaiblissements lorsque la photosphère est obscurcie par la poussière qui condense.
La distance de R Coronae Borealis n'est pas connue exactement, mais est estimée à 1,4 kiloparsecs à partir d'hypothèses faites sur sa luminosité intrinsèque. La magnitude absolue de -5 est calculée par comparaison avec les variables R CrB du Grand Nuage de Magellan dont les distances sont connues assez précisément. La luminosité est estimée à partir de modèles d'étoiles à hélium à 19 000 L☉ et elle a un rayon d'environ 100 R☉. La parallaxe de Gaia Data Release 1 fournit également une distance de 1,4 kpc, bien qu'il y ait une importante marge d'erreur.
Il existe une étoile faible à 3" de R Coronae Borealis, mais on pense qu'il s'agit d'une naine de type K distante. Sa couleur et sa magnitude apparente ne sont pas compatibles avec le fait d'être à la même distance que R Coronae Borealis.

## Formation
Il existe deux modèles principaux pour expliquer la formation des étoiles R CrB : la fusion de deux naines blanches ; ou un flash de l'hélium très tardif dans une étoile post-AGB. Les modèles des étoiles post-AGB prévoient qu'une étoile ayant l'apparence de R CrB devrait avoir une masse autour de 0.6 M☉, et on pense donc qu'elle pourrait avoir été formée par la fusion d'une naine blanche carbone-oxygène et d'une naine blanche à hélium. La détection d'une quantité significative de lithium dans l'atmosphère n'est pas facilement expliquée par le modèle de fusion, mais elle est la conséquence naturelle d'un flash de l'hélium tardif. Les modèles d'évolution des étoiles post-AGB donnent une masse de 0.66 M☉ pour R CrB, mais avec une marge considérable d'erreur.

## Matériau circumstellaire
L'imagerie directe avec le télescope spatial Hubble montre des nuages étendus de poussière jusqu'à un rayon d'environ 2000 unités astronomiques de R Coronae Borealis, correspondant à un courant de fine poussière (composée de grains de 5 nm de diamètre) associé au vent stellaire de l'étoile et de poussière plus grossière (composée de grains de diamètre environ 0,14 µm) éjectés périodiquement. L'obscurcissement semble survenir plus près de l'étoile car les nuages de carbone condensent au niveau des régions de choc dans un front en expansion. Des "bouffées" de poussière émises par l'étoile condensent à environ 85 R☉ de la surface, et sont visibles comme des nœuds cométaires quand il se situent à côté de l'étoile. Il y a également une coquille de 2 M☉ large d'environ 4 pc contenant de la poussière à 25 K, qui pourrait être une nébuleuse planétaire fossile.